# Medalla de la Victòria a la I Guerra Mundial (Estats Units)
La Medalla de la Victòria de la Primera Guerra Mundial (angles: World War I Victory Medal) (coneguda abans de l'establiment de la Medalla de la Victòria a la II Guerra Mundial el 1945 simplement com la Medalla de la Victòria) va ser una medalla de servei dels Estats Units dissenyada pel Sr. J. E. Fraser de la ciutat de Nova York sota la direcció de la Comissió de Belles Arts.
Un comitè interaliat va recomanar l'atorgament d'una medalla de servei aliat comú el març de 1919. Cada nació aliada dissenyaria una "Medalla de la Victòria" per atorgar-la al seu personal militar, tots els temes tenien certes característiques comunes, inclosa una figura alada. de la victòria a l'anvers i la mateixa cinta.
La Medalla de la Victòria estava pensada originalment per establir-se mitjançant una acta del Congrés. El projecte de llei d'autorització de la medalla mai va passar, però, deixant així als departaments militars l'establir-la per ordres generals. El  Departament de Guerra va publicar ordres l'abril de 1919, i la Marina el juny del mateix any.

## Criteris
La Medalla de la Victòria es va atorgar al personal militar pel 
servei entre el 6 d'abril de 1917 i l'11 de novembre de 1918, o amb qualsevol de les següents expedicions:
- Forces expedicionàries nord-americanes a la Rússia europea entre el 12 de novembre de 1918 i el 5 d'agost de 1919.
- Forces expedicionàries nord-americanes a Sibèria entre el 23 de novembre de 1918 i l'1 d'abril de 1920.[4]

## Disseny
Una medalla de bronze de 36 mil·límetres de diàmetre.
La part davantera de la medalla de bronze presenta una Victòria alada. La part posterior de la medalla de bronze inclou "The Great War For Civilization de la columna central de set bastons embolicats en un cordó. La part superior del bastó té una bola rodona a la part superior i és alada al costat. El bastó està a la part superior d'un escut que diu "U" al costat esquerre del bastó i "S" al costat dret del bastó. A l'esquerra del personal hi ha un país aliat de la Primera Guerra Mundial per línia
A l'anvers hi ha una Victòria alada dempeus de llargada i cara sencera amb un escut i una espasa al davant. Al revers hi ha la inscripció The Great War For Civilization ("La Gran Guerra per la Civilització") i en majúscules corbades al llarg de la part superior de la medalla. l'escut d'armes dels Estats Units coronat per fasces a la part central. Corbades al llarg de la part inferior de la part posterior de la medalla hi ha sis estrelles, tres a banda i banda. Al costat apareixen els noms dels països aliats a la I Guerra Mundial: a l'esquerra apareixen: França, Itàlia, Sèrbia, Japó, Montenegro, Rússia i Grècia. Al costat dret apareixen Gran Bretanya, Bèlgica, Brasil, Portugal, Romania i Xina.
La medalla està suspesa per un anell d'una cinta de seda moiré de 36 mil·límetres d'amplada, composta per dos arcs de Sant Martí col·locats en juxtaposició, amb el vermell al mig, amb un fil blanc a cada vora.

## Insígnies
Per indicar la participació en la batalla i el crèdit de la campanya, la Medalla de la Victòria de la Primera Guerra Mundial es va autoritzar amb una gran varietat d'insígnies per indicar èxits específics. Per ordre d'antiguitat, les insígnies autoritzats a la Medalla de la Victòria de la Primera Guerra Mundial són els següents:
Citació de l'Estrella
El Congrés dels Estats Units va autoritzar la Citació de l'Estrella a la Medalla de la Victòria de la Primera Guerra Mundial el 4 de febrer de 1919. Una estrella de plata de 0,5 cm va ser autoritzada per ser usada a la cinta de la Medalla de la Victòria per a qualsevol membre de l'exèrcit nord-americà que havia estat citat per la seva valentia en acció entre 1917 i 1920. El 1932, la Citation Star ("Estrella de Plata") va ser redissenyada i va ser rebatejada com a Medalla de l'Estrella de Plata i, a petició al Departament de Guerra dels Estats Units, qualsevol titular de la Citació de l'Estrella de Plata podria convertir-la en una medalla d'estrella de plata.
Estrella d'elogi de la Marina
L'Estrella d'elogi de la Marina per a la medalla de la victòria de a la Primera Guerra Mundial va ser autoritzada a qualsevol persona que hagués estat elogiada pel secretari de la Marina per l'exercici de les seves funcions durant la Primera Guerra Mundial. A la Medalla de la Victòria de la Primera Guerra Mundial es va portar una estrella de plata de 0,5cm, idèntica en aparença a la Citation Star de l'Exèrcit. A diferència de la versió de l'Exèrcit, però, l'Estrella d'Elogi de la Marina no es va poder actualitzar a la medalla d'Estrella de Plata.

### Barres de batalla de l'Exèrcit
Els següents fermalls de batalla, inscrits amb el nom d'una batalla, es portaven a la medalla per indicar la participació en els principals conflictes terrestres.
Per al servei de defensa general, que no implicava una batalla específica, es va autoritzar el tancament de batalla del "sector defensiu". El fermall també es va concedir per a qualsevol batalla que no fos reconeguda pel seu propi fermall de batalla.
La medalla de la victòria de la Primera Guerra Mundial porta els fermalls de les batalles en què va participar l'exèrcit dels Estats Units a través de la cinta.
No totes les batalles es mostren als tancaments de la barra. Només es mostraven a la medalla les batalles designades com a batalles que tindrien barres emeses. La famosa batalla de Chateau Thierry per mantenir el castell i el pont com un esforç conjunt entre l'exèrcit nord-americà i els marines nord-americans contra els metralladors alemanys no va obtenir fermall.

### Barres de batalla de la Marina
Els fermalls de batalla de la Marina es van emetre per al servei naval en suport de les operacions de l'Exèrcit i tenien noms idèntics als fermalls de batalla de l'Exèrcit. Hi va haver una lleugera variació de les dates dels criteris per als fermalls de batalla de la Marina, tal com s'enumeren a continuació.
El fermall del sector defensiu també estava autoritzat per al personal de la Marina que havia participat en combats navals però que no tenia autoritzat un fermall de batalla en particular.

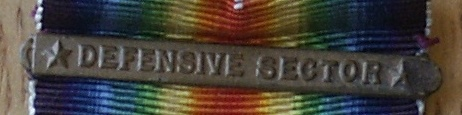
Fermall de Sector Defensiu sobre el galó de la medalla

### Barres operatives de la Marina
Per a les tasques de guerra relacionades amb el mar, l'Armada va emetre els següents fermalls operatius, que es portaven a la Medalla de la Victòria de la Primera Guerra Mundial i es van inscriure amb el nom del tipus de servei que s'havia realitzat:
A diferència de l'exèrcit, la marina només permetia portar un fermall de qualsevol tipus a la cinta. Els membres de la marina o del cos mèdic que servissin a França però que no fossin elegibles per a un fermall de batalla rebien una creu maltesa de bronze a les seves cintes.

### Barres de servei de l'Exèrcit
Per al servei no de combat amb l'exèrcit durant la Primera Guerra Mundial, es van autoritzar els següents fermalls de servei amb la Medalla de la Victòria de la Primera Guerra Mundial. Cada tancament de servei estava inscrit amb un nom de país o regió on es realitzava el servei de suport. L'exèrcit dels Estats Units va emetre els següents fermalls de servei:

### Barres de servei de la Marina
La Marina dels Estats Units va emetre fermalls de servei similars a l'Exèrcit per al servei a les regions següents durant els períodes següents:
La Marina dels Estats Units va emetre fermalls de servei similars a l'Exèrcit per al servei a les regions següents durant els períodes següents: [1]

### Estrelles de campanya

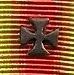
Distintiu de la Creu de Malta

Com que els fermalls de batalla i de servei només es podien portar a la medalla de la victòria de la Primera Guerra Mundial a mida completa, les estrelles de servei de bronze de 5mm estaven autoritzades per portar-les a la cinta de la medalla. Aquest era el mètode comú de mostrar la campanya i la batalla quan es portava la Medalla de la Victòria de la Primera Guerra Mundial com una cinta en un uniforme militar.

### Creu de Malta
Les medalles emeses als marines nord-americans es van emetre amb una creu de Malta col·locat a la cinta.

## Botó de solapa
El botó de la victòria de la Primera Guerra Mundial (conegut abans de l'establiment de la medalla de la victòria de la Segona Guerra Mundial simplement com el "Botó de la Victòria") era un botó de solapa dissenyat per a la roba civil i consistia en una estrella de cinc puntes de 1,58 cm de diàmetre en una corona amb les lletres "US" al centre. Per als ferits en acció, el botó de la solapa era de plata; per a tots els altres, el botó de la solapa era de bronze. El botó de la victòria va ser dissenyat per l'escultor, el Sr. A. A. Weinman de la ciutat de Nova York sota la supervisió de la Comissió de Belles Arts.
El botó de victòria de la Primera Guerra Mundial en una estreta banda circular d'esmalt blau, que conté les paraules "American Legion" en lletres daurades, forma l'element central de l'emblema de la Legió Americana. Va ser adoptat pel Comitè Executiu Nacional de la Legió Americana el 9 de juliol de 1919, com a insígnia oficial de l'organització nacional de veterans nord-americans.

## Distribució
Les medalles de la Victòria de la Primera Guerra Mundial es van atorgar després del final de la Primera Guerra Mundial, de manera que es van enviar per correu als militars en lloc de lliurar-les personalment. Per exemple, les caixes que contenien les medalles de la victòria per als veterans de la Primera Guerra Mundial de l'exèrcit dels Estats Units van ser enviades per correu per l'oficial del dipòsit del General Supply Depot de l'exèrcit dels EUA, a Filadèlfia, Pennsilvània, l'abril de 1921. Una caixa exterior de color marró clar amb una adreça L'etiqueta enganxada a ella i la seva àrea d'enviament marcada "NEGOCI OFICIAL, Pena per a ús privat de 300 dòlars" contenia una caixa blanca interior segellada amb les barres que se suposava que havia de rebre el militar a la seva medalla. La caixa blanca interior contenia la medalla, que estava embolicada amb paper de seda.
Només després d'omplir el formulari de sol·licitud AGO núm. 740 amb l'ajuda d'un oficial autoritzat, es va poder enviar oficialment al Dipòsit Intermedi del Quartermaster de Filadèlfia perquè el veterà rebé la seva medalla per correu. L'exèrcit va començar a emetre medalles de la victòria el 21 de juny de 1920, no l'abril de 1921 com s'ha indicat anteriorment. La Marina va començar tard a causa de problemes de producció i va començar l'agost de 1920.

## Nacions aliades i associades
No només els Estats Units van establir una Medalla de la Victòria de la Primera Guerra Mundial, sinó que també ho van fer un nombre significatiu de nacions aliades i associades implicades en el conflicte contra la Doble Aliança entre Àustria i Alemanya. La proposta d'aquest premi comú la va fer per primera vegada el mariscal francès Ferdinand Foch, que va ser el comandant suprem de les Forces Aliades durant la Primera Guerra Mundial. Cada medalla de la victòria de bronze té el mateix diàmetre (36 mm) i cinta (arc de Sant Martí doble), però amb un disseny nacional que representa una victòria alada.
| País            | Dissenyador                         | Fabricant                                                                      | Número emesos            |
| Bèlgica         | Paul Du Bois (1859–1938)            | —                                                                              | 300,000–350,000          |
| Brasil          | Jorge Soubre (1890–1934)            | - Casa da Moeda Rio                                                            | aproximadament 2,500     |
| Cuba            | Charles Charles                     | - Etablissements Chobillon                                                     | 6,000–7,000              |
| Txecoslovàquia  | Otakar Španiel (1881–1955)          | - Kremnice Mint                                                                | aproximadament 89,500    |
| França          | Pierre-Alexandre Morlon (1878–1951) | - Monnaie de Paris                                                             | aproximadament 2,000,000 |
| França          | Charles Charles                     | - Etablissements Chobillon                                                     | —                        |
| França          | - M. Pautot - Louis Octave Mattei   | —                                                                              | —                        |
| Regne Unit      | William McMillan (1887–1977)        | - Woolwich Arsenal - Wright & Son                                              | 6,334,522 plus           |
| Grècia          | Henry-Eugène Nocq (1868–1944)       | - V. Canale                                                                    | aproximadament 200,000   |
| Itàlia          | Gaetano Orsolini (1884–1954)        | - Sacchini-Milano - S. Johnson-Milano - F. M. Lorioli & Castelli-Milano        | aproximadament 2,000,000 |
| Japó            | Shoukichi Hata                      | - Osaka Mint                                                                   | 193,300                  |
| Polònia         | .... Vlaitov                        | - Mint Kremnica                                                                | —                        |
| Portugal        | João Da Silva (1880–1960)           | - Da Costa                                                                     | aproximadament 100,000   |
| Romania         | .... Kristesko                      | —                                                                              | aproximadament 300,000   |
| Siam (Thailand) | Itthithepsan Kritakara (1890–1935)  | —                                                                              | aproximadament 1,500     |
| Sud-àfrica      | William McMillan (1887–1977)        | - Woolwich Arsenal                                                             | aproximadament 75,000    |
| Estats Units    | James Earle Fraser (1876–1953)      | - Arts Metal Works Inc. - S. G. Adams Stamp & Stationary Co. - Jos. Mayer Inc. | aproximadament 2,500,000 |

Font principal: